# 莫建成 (1956年)
莫建成（1956年3月—），男，汉族，浙江嵊州人，中华人民共和国政治人物。内蒙古农牧学院农牧业经济管理系农业经济管理专业干部专修班毕业，中共中央党校经济管理专业大学本科学历。曾任中共十七大、十八大代表，中共十八届中央委员会候补委员，中共十九大代表。2017年8月中共十九大尚未召开之际落马。2017年9月被开除党籍、开除公职。

## 生平

### 内蒙古
1972年2月参加工作，任内蒙古自治区西卓子山水泥厂工人。1974年3月至1978年7月，内蒙古自治区西卓子山水泥厂青年农场知青、生产队长、副场长。1977年5月加入中国共产党。1978年7月至1983年1月。内蒙古自治区乌海市知青办干事、劳动局技培科负责人。1983年1月至1983年9月，中共内蒙古自治区乌海市委组织部组织员。1983年9月至1985年7月，内蒙古农牧学院农牧业经济管理系农业经济管理专业干部专修班学习。
1985年7月至1985年9月，中共内蒙古自治区乌海市委组织部组织员。1985年9月至1990年10月，共青团内蒙古自治区乌海市委书记；1990年10月至1991年5月，内蒙古自治区乌海市政府秘书长；1991年5月至1991年11月，中共内蒙古自治区乌海市委秘书长；1991年11月至1993年10月，中共内蒙古自治区乌海市委常委、秘书长；（1989年8月至1992年06,在中央党校函授学院经济管理专业学习；1992年9月至1993年01在中央党校进修部进修二班学习）1993年10月至1995年7月，内蒙古自治区乌海市副市长；1995年7月至1996年6月，中共内蒙古自治区乌海市委常委、副市长；1996年6月至1998年2月，中共内蒙古自治区乌海市委副书记、副市长。
1998年2月至2000年2月，内蒙古自治区乡镇企业局副局长；2000年2月至2001年9月，中共内蒙古自治区通辽市委副书记、副市长；2001年9月至2003年1月，中共内蒙古自治区通辽市委副书记、市长；2003年1月至2003年3月，中共内蒙古自治区通辽市委书记、市长；2003年3月至2004年12月，中共内蒙古自治区通辽市委书记。
2004年12月至2006年11月，中共内蒙古自治区党委常委、宣传部部长；2006年11月至2010年4月，中共内蒙古自治区党委常委、包头市委书记。

### 江西
2010年4月至2011年5月，中共江西省委常委、组织部部长；2011年5月至2011年11月，中共江西省委常委、组织部部长、统战部部长；2011年11月至2013年7月，中共江西省委常委、组织部部长；2013年7月至2015年1月，中共江西省委常委，省政府党组副书记、常务副省长；2015年1月至2015年9月，中共江西省委副书记、省政府党组副书记、常务副省长；2015年9月至2015年12月，中共江西省委副书记。

### 中央
2015年12月至2017年8月，中央纪委驻财政部纪检组组长、财政部党组成员。

### 落马
2017年8月27日，中央纪委监察部网站宣布，莫建成涉嫌严重违纪，接受组织审查。这标志着已经位列中共十八届中央候补委员之首的莫建成已经彻底失去了递补为中央委员的机会。
2017年9月23日，中纪委监察部宣布，莫建成严重违反党的纪律，并涉嫌犯罪，决定给予其开除党籍、开除公职处分；收缴其违纪所得；将其涉嫌犯罪问题、线索及所涉款物移送司法机关依法处理。给予其开除党籍的处分，待召开中央委员会全体会议时予以追认。这时距离宣布其接受组织调查不足一个月，创下中共十八大以来贪腐官员从落马到“双开”的最快纪录。
2019年1月23日，北京市第一中级人民法院一审公开宣判，对莫建成以受贿罪（4259萬餘元）判处有期徒刑14年，并处罚金人民币400万元；扣押在案的赃款赃物及孳息予以没收，上缴国库。莫建成当庭表示服判，不上诉。